# August Ganther

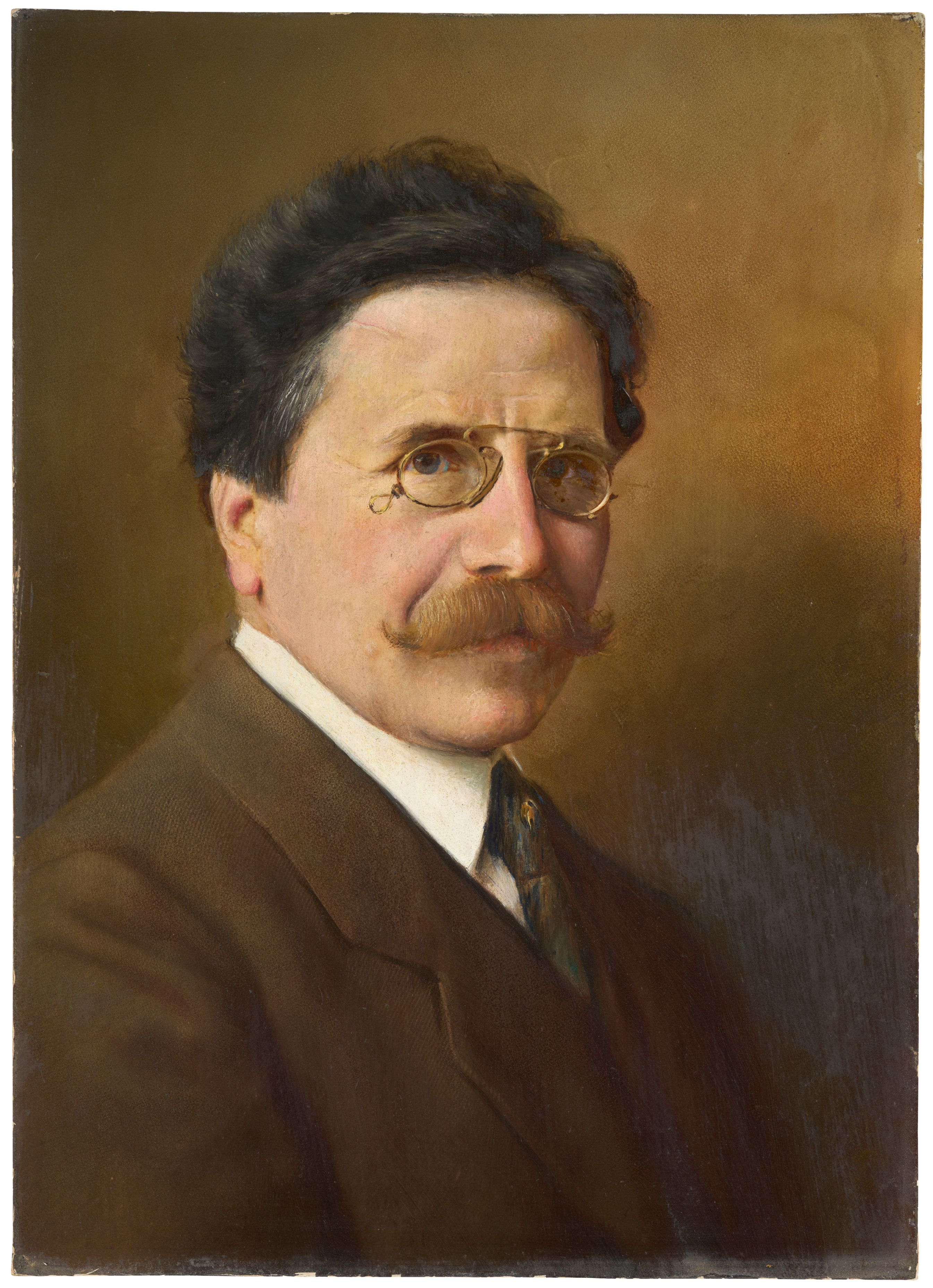
August Ganther ca. 1920

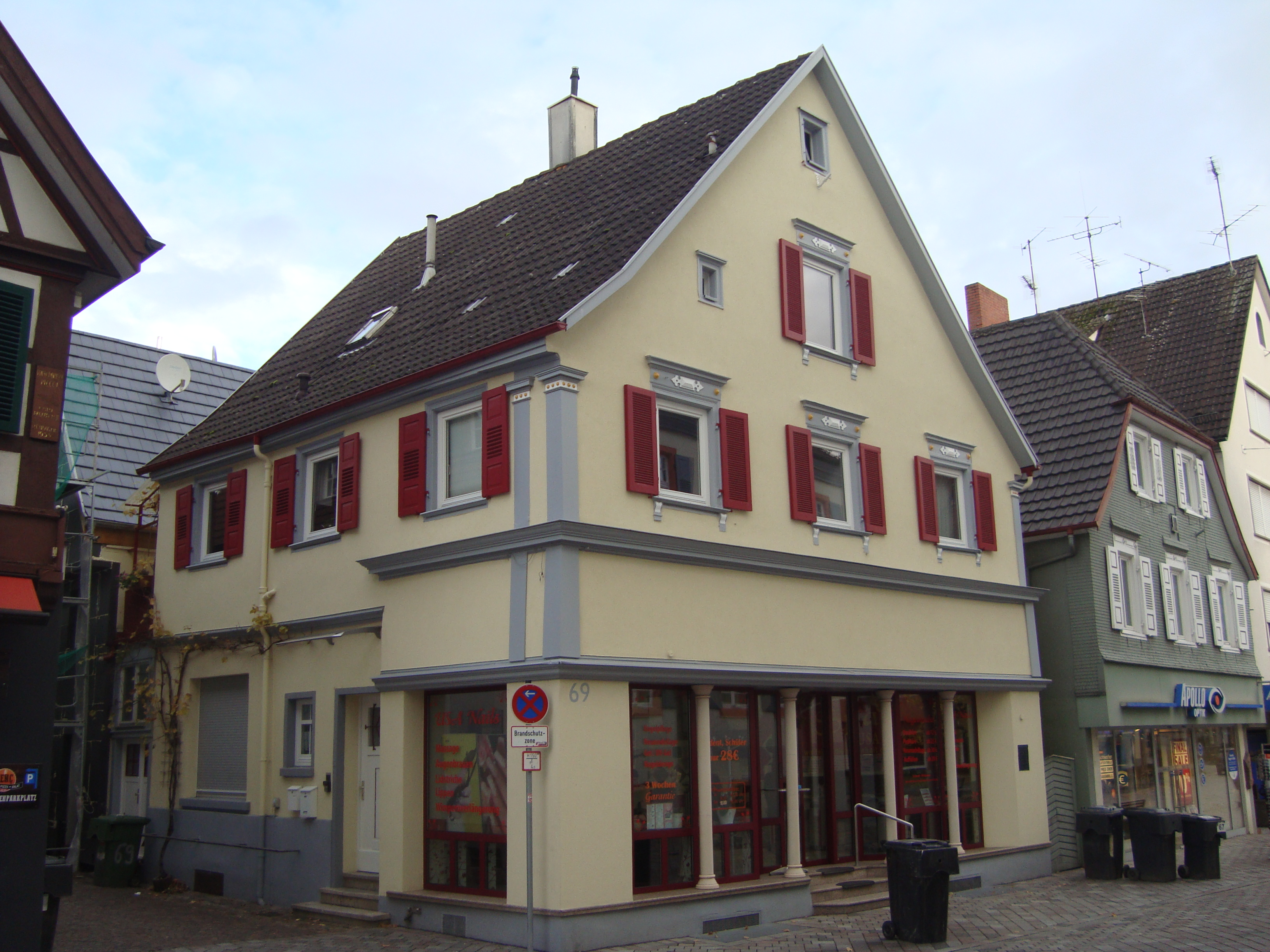
Geburtshaus in Oberkirch

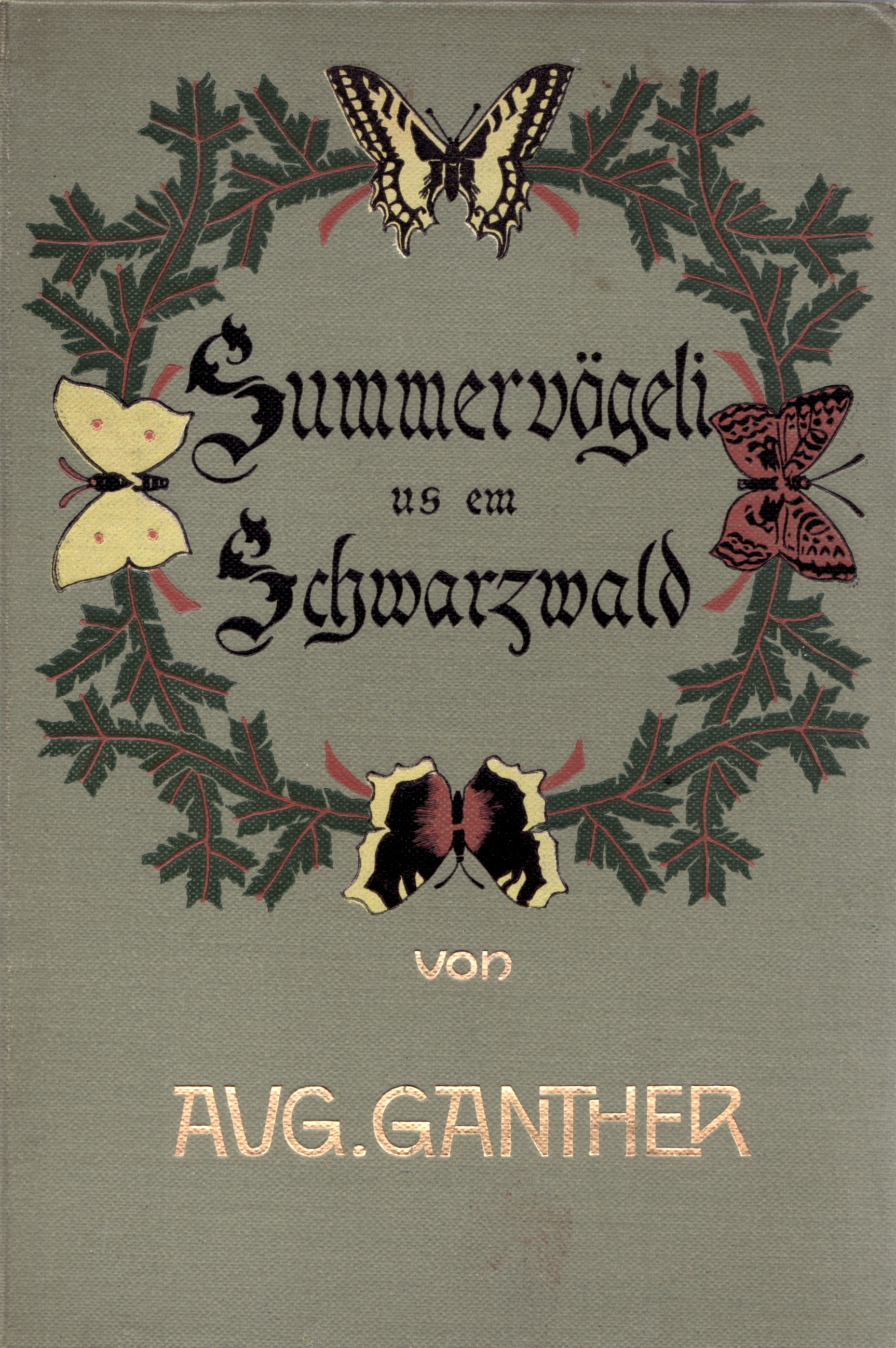
Erste Auflage, A. Bonz Erben, Stuttgart 1908

August Ganther (* 9. März 1862 in Oberkirch; † 5. April 1938 Vöhrenbach) war ein Schwarzwälder Heimatdichter, dessen Werke großenteils im alemannischen Dialekt verfasst sind.

## Leben
August Ganther wurde als Sohn des Drechslermeisters Johann Georg Ganther (1824–1875) und seiner Frau Brigitta, geb. Götz (1829–1870) geboren. Er hatte drei Geschwister. Schon sein Vater hatte Gedichte verfasst und vorgetragen. Ganther wurde bereits im Alter von dreizehn Jahren Vollwaise. Das Gedicht „Das Glück“ greift diese Situation auf:
In einem engen Kämmerlein

Hoch oben wohnten sie zu zwei’n.

Oft, wenn die Abendsonne schwand,

Oft saßen stumm sie Hand in Hand

Und sah’n zur Tür mit müdem Blick

Und harrten auf das Glück.

Vier Kindlein kamen noch hinein

Ins enge, enge Kämmerlein.

Und pochte je es an die Tür,

Auf sah’n die Kindlein alle vier.

Die Sehnsucht sprach aus jedem Blick;

Sie harrten auf das Glück.

Und als man aus dem Kämmerlein

Forttrug den schlichten, schwarzen Schrein,

Darin die treue Mutter lag,

Die für sie sorgte Nacht und Tag,

Da wußten sie: Nie kehrt’s zurück!

Wir hatten es, - das Glück.
Trotzdem konnte Ganther eine Lehrerausbildung absolvieren. Zunächst unterrichtete er in Malsch, Pforzheim, Immendingen und Möhringen; ab 1886 an der Lessingschule in Freiburg, das ihm zur zweiten Heimat wurde und wo er begraben ist. Ursprünglich ein Gelegenheitsdichter, widmete er sich nach ersten Erfolgen seiner im alemannischen Dialekt verfassten Gedichte intensiv seiner schriftstellerischen Tätigkeit. Ganther trat auch als Sänger auf und wurde von dem Bass Theodor Hieber (1867–1938) ausgebildet. Die Bedeutung, die er dem mündlichen Vortrag seiner Gedichte beimaß, zeigt sich in dem Motto: „M’r sin für ’s Ohr! / Gang, trag üs vor!“. 1890 heiratete er Helene Deger (1869–1920), mit der er drei Kinder hatte. Er starb im Alter von 76 Jahren in Vöhrenbach, wo sein Sohn Rudolf Arzt war. In Freiburg und in Oberkirch ist je eine Straße nach ihm benannt. Auch die Werkrealschule in Oberkirch trägt seinen Namen.

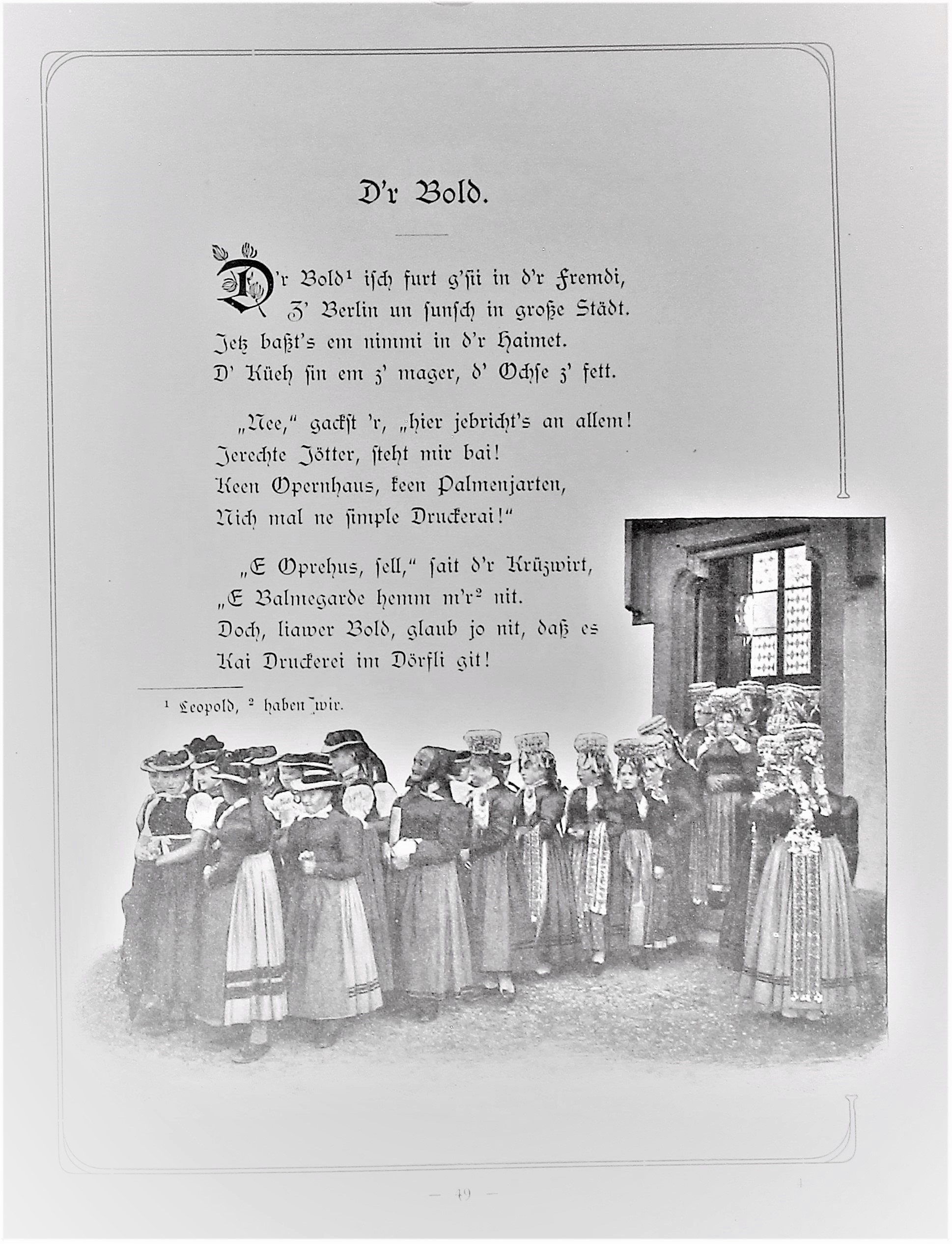
Spottgedicht D’r Bold aus Wälderlüt

In seinem Gedichtband Wälderlüt. Gedichte in niederalemannischer Mundart stehen jedem Gedicht thematisch passende Fotografien des Freiburger Universitätslektors und Fotografen Max Henry Ferrars gegenüber. Die Themen behandeln dabei die damaligen, vorindustriellen Lebens- und Arbeitsbedingungen von Bauern und ihren Familien, zum Beispiel die Wein- oder Heuernte, das Holzfällen, Kinderarbeit oder die Arbeit der Köhler.
Daneben finden sich auch literarische und fotografische Porträts von Einzelpersonen wie einem halsstarrigen Holzfäller aus dem Hotzenwald und seinen Sorgen mit dem Forstamt (E Hotz, S. 93f). In einem ironischen Gedicht über den Wortwechsel zwischen einem ausgewanderten Badener, der sich in Berliner Dialekt über das provinzielle Leben in seiner früheren Heimat beklagt, erntet der Berliner nur Spott. („Nee“ gackst ’r, „hier jebricht’s an allem!“ D’r Bold, S. 49f)
Das Heimat- und Grimmelshausenmuseum in Oberkirch beschreibt sein Werk wie folgt:

„Ganthers Gedichte haben vorwiegend die kleine Welt des von Alltagssorgen geplagten Menschen zum Gegenstand. Ganther kam beim Niederschreiben seiner Gedichte zugute, dass er eine ausgezeichnete Beobachtungsgabe besaß und ein guter Menschenkenner war. Er schrieb mit schlichtem, einfachem und sinnfälligem Vokabular das auf, was die Menschen in seiner Umgebung dachten, sprachen und taten. Seine Dichtung ist deshalb ein lebendiger Ausdruck des Geistes der alemannischen Landschaft und ihrer mit Schöpfer- und Gestaltungskraft begabten Menschen geworden. Durch Armut, Seele, Heiterkeit, Witz und Beschaulichkeit, die aus seinen Gedichten und Prosaschriften sprechen, öffnete Ganther dem Leser ein Fensterchen, "durch das ein winziger Schimmer der Befreiung, der Freiheit und der Hoffnung sichtbar wurde" (W. Streif). Ganthers bodenständige Mundartdichtung sprach besonders jenen Menschentyp an, den die technisierte Welt und die fortschreitende Zivilisation noch nicht völlig erfasst hatten.“

## Werke

### Lyrik
- Dannezapfe us em Schwarzwald, (1899)
- Silwerdischtle us em Schwarzwald (1903)
- Wälderlüt, mit 5 Fotografien von Max Henry Ferrars (1905)
- Glockenblumen (1906)
- Summervögeli us em Schwarzwald (1908)
- Katzebusseli us em Schwarzwald (1910)
- Herrgottschüehli us em Schwarzwald (1920)
- Duwekröpfli us em Schwarzwald (1921)
- Waldbrünnili (1923)
- Aus dem Nachlass: Wildbächli 1939

### Erzählungen u. Romane
- Stechbalma (1900)
- Aus stillen Tälern (1904)
- Bergschwalben
- Der Schuldenmüller
- Der Erbe vom Birkenhof (1909)
- Schloßbauers Söhne
- Schäfers Goldhaarige: Roman aus d. Schwarzwald (1910)
- Heinerle mit dem Korb
- Der Vetter aus Siebenbürgen (1924)

### Theaterstücke
- Der Klosterschütz: Heiters Volksstück (1928)